# Ebreo errante

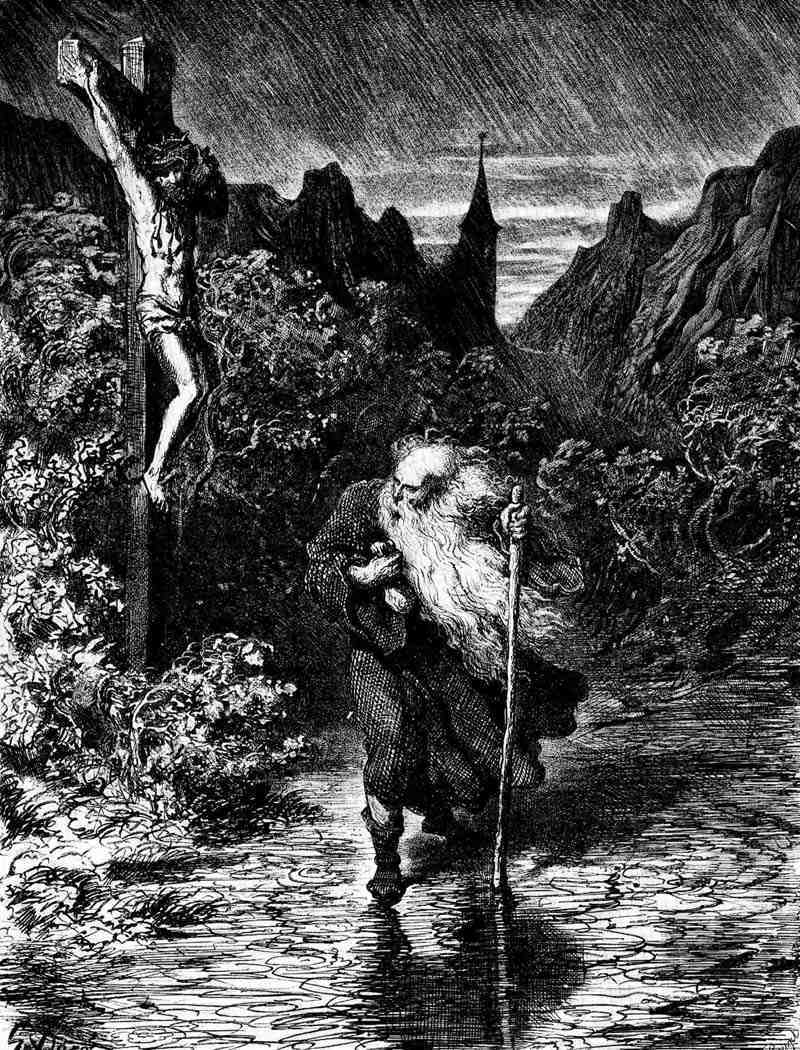
L'Ebreo errante, illustrazione di Gustave Doré

L'ebreo errante è una figura leggendaria, protagonista di un racconto popolare europeo che nasce, molto probabilmente, nel periodo del Basso Medioevo.
Si tratterebbe di un ebreo ignoto che schernì Gesù durante la sua Passione, non avendo riconosciuto in lui il messia. Per tal motivo Gesù lo avrebbe maledetto, costringendolo a vagabondare per sempre sulla terra, senza riposo e senza poter morire, fino alla fine dei tempi (per alcuni interpretata come la seconda venuta di Gesù, cioè la parusia, per altri lo stesso giudizio universale).
Le caratteristiche dell'errante variano a seconda delle differenti versioni del racconto leggendario: a volte si dice sia un antico ciabattino di nome Assuero o Isaac Laquedem, o un mercante di Gerusalemme, a volte una guardia dei sommi sacerdoti, oppure un custode del palazzo di Ponzio Pilato (il portiere del Tribunale e il suo nome era Cartaphilus), o ancora un romano-giudaico. Per molti comunque, incarnerebbe colui che, in ultima istanza, non avendo accolto, o comunque non soccorso il Cristo sofferente, fu costretto a vagare per sempre.

## Storia

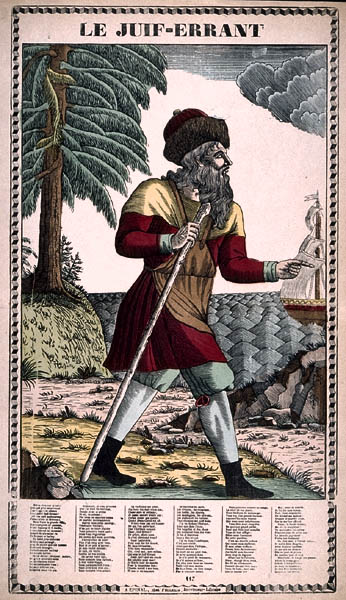
L’Ebreo errante in una stampa popolare francese

Il mitologema poggerebbe su molte riflessioni di carattere escatologico cristiano, soprattutto su alcuni passi del Vangelo secondo Matteo (16,28) e di Giovanni (21,23), dove si accenna ad un discepolo che non morirà mai. Nei secoli successivi numerose furono le interpretazioni in merito. Tuttavia, l'ipotesi di un "ebreo errante" fu subito dichiarata eretica da Tertulliano nel III secolo. Tale argomento fu però ripreso in considerazione dall'arcivescovo bulgaro Teofilatto di Ocrida nel XII secolo.
L'errante ricompare poi, ancora in molti scritti:
- nel VI secolo, il monaco bizantino Giovanni Mosco ci testimonia che molte sono le leggende per le quali l'ebreo errante in realtà potrebbe essere Malco, la guardia del sommo sacerdote al quale Pietro apostolo, durante l'Arresto di Gesù, recise l'orecchio con la spada, quindi risanato da Gesù stesso. Sarebbe la stessa guardia che, poco dopo, in Gv 18,19[7], percuoterebbe Gesù: violento e irriconoscente al Cristo, sarebbe quindi costretto a errare per sempre.
- una cronaca anonima di un monaco cistercense del convento italiano di Santa Maria di Ferraria[8] a nord di Caserta, nell'allora Regno di Napoli, riferisce che nel 1223 sarebbero passati dei pellegrini europei. Questi testimoniarono d'aver incontrato, in Armenia, quendam Judaeum - un ebreo (la cui stessa leggenda gli attribuì il nome Cartafilo) che vagava da secoli per l'Europa. Durante la Passione, Gesù gli avrebbe detto: ego vado et tu expectabis me donec revertar, cioè io vado e tu mi aspetterai fino al mio ritorno[9]. Questo viene confermato anche nei Flores Historiarum, di Roger de Wendover, si narra della visita fatta nel 1228 a Saint Alban da un arcivescovo armeno, che, interrogato a proposito di un certo Giuseppe di cui si parlava spesso tra la gente (de Joseph, viro illo, de quo frequens sermo habetur inter homines) e che si diceva vivere ancora dopo avere assistito alla Passione di Gesù, affermava di conoscerlo: il suo nome era Cartafilo, guardiano del pretorio all'epoca di Ponzio Pilato (Cartaphilus, praetorii ostiarius), che si sarebbe convertito e battezzato col nome di Giuseppe[10];
- l'astronomo ed astrologo Guido Bonatti riferisce invece di un passaggio dello stesso Ebreo errante per la città di Forlì, passaggio che sarebbe avvenuto nel 1267;
- anche una Cronaca rimata del XIII secolo di Philippe Mousqkes, arcivescovo di Tournai, riferisce fatti analoghi, attribuiti a vescovi dell'Armenia[11].
- nel XVI secolo, l'ebreo errante apparirebbe nuovamente[12] col nome di Ahasvero (o Assuero, un nome persiano citato anche nel Libro di Ester della Bibbia), citato in una lettera, attribuita da taluni studiosi a Chrysostomo Dedalaeo Vestphalo, dove Paul af Eitzen, vescovo di Schleswig, in Danimarca, nel 1547 avrebbe visto l'errante in una chiesa di Amburgo e avrebbe parlato con lui.

## Cultura di massa
La figura dell'uomo vagabondo e condannato al nomadismo dalle stesse divinità è una figura ricorrente in quasi, se non tutte, le mitologie del mondo.

Alcuni interpreti vedono, nello specifico, l'ebreo errante come una personificazione metaforica della Diaspora del popolo ebraico. Un più allegorico punto di vista sostiene invece che l'"ebreo errante" personifichi un qualunque individuo che si renda conto dell'errore della sua malvagità. Nella storia, una varietà di nomi sono stati dati all'Ebreo errante, inclusi:
- Ahasuerus (o Ahasverus o Assuero)
- Buttadeus (o Buttadeu)
- Cartophilus (o Cartophylax)
- Der ewige Jude (tedesco: "L'Ebreo eterno")
- Le Juif errant (francese: "L'Ebreo errante")
- Isaac Laquedem, è un nome attribuitogli in Francia nelle leggende popolari e in un romanzo di Dumas
- João Espera em Deus (portoghese: "Giovanni [che] aspetta Dio")
- El Judío Errante (spagnolo: "L'Ebreo errante")

Nella fiabistica alpina italiana, l'errante incontrava incomprensione e atti ostili, in seguito avveniva la caduta in disgrazia delle comunità responsabili (comparsa improvvisa di un ghiacciaio). A volte un isolato atto di carità o gentilezza garantiva la salvezza degli autori del gesto tramite una profezia da parte dell'ebreo errante (oppure un avvertimento sulla maledizione da lui stesso scagliata). In alcuni racconti l'ebreo errante figurava come il portatore di nuove conoscenze (come la preparazione del formaggio). In generale un atto di ingiustizia causava la sua ira e la ripresa del suo ininterrotto vagare.

## Nella letteratura
- L'ebreo errante (1844) di Eugène Sue fu uno dei più importanti romanzi popolari dell'Ottocento (all'epoca chiamati romanzi sociali); parte del pregio del volume si deve alle incisioni di Paul Gavarni e di altri artisti che lo corredavano[13]; è la storia di una enorme eredità di cui si vogliono impadronire i Gesuiti (dipinti come un potere occulto e malevolo). Tutti gli eredi vengono eliminati con mezzi sleali e violenti. L'ebreo errante e il suo alter ego femminile sporadicamente intervengono per contrastare l'azione della Compagnia di Gesù.
- Gustav Meyrink, La faccia verde
- Jan Potocki, Manoscritto trovato a Saragozza.
- Matthew Gregory Lewis, Il monaco.
- E.T.A. Hoffmann,  Il sorteggio della sposa.
- Guillaume Apollinaire, L'eresiarca & C. (1910), racconto Il passante di Praga.
- Jorge Luis Borges, L'immortale, in El Aleph
- Fruttero & Lucentini: L'amante senza fissa dimora, Mondadori, Milano 1986, ISBN 88-04-32577-1
- Sebastiano Vassalli, Marco e Mattio, Einaudi, Torino 1992 ISBN 880612854X
- Jean d'Ormesson, Histoire du Juif errant, Gallimard, Paris 1990 (ed. it.: Il romanzo dell'Ebreo errante, Rizzoli, Milano 1992).
- Antenòr, personaggio dell'omonima canzone di Francesco Guccini, viene paragonato all'ebreo errante.
- James Graham Ballard, Il Leonardo Scomparso, racconto all'interno dell'antologia Il gigante annegato, Urania, 1964
- Gabriel García Márquez, Cent'anni di solitudine (nel romanzo sono presenti fugaci apparizioni dell'ebreo errante)
- Gabriel García Márquez, I funerali della Mamà Grande (nel racconto "Un giorno dopo sabato" il parroco nel suo ultimo sermone sostiene di aver incontrato l'ebreo errante)
- Leo Perutz, Il marchese di Bolibar, Adelphi 1987 (l'ebreo errante è Salignac, ufficiale dell'armata napoleonica impegnata in Spagna, che copre con una fascia un marchio di maledizione che porta sulla fronte; apparentemente invulnerabile, la sua presenza causa disgrazie a tutti quelli che combattono al suo fianco)
- Alan D. Altieri, L'Ultimo Muro, romanzo thriller d'azione in cui Mordecai Hirst, uno dei personaggi, usa come soprannome "ebreo errante".
- Pär Fabian Lagerkvist, La Sibilla (Sibyllan) del 1956 e La Morte Di Assuero (Ahsverus Död) del 1960, incentrati su diversi personaggi perseguitati da Dio, fra i quali spicca la figura dell'Ebreo Errante.
- Stephen Gallagher, Il Teatro delle Ossa, romanzo.
- Walter M. Miller, Un cantico per Leibowitz e San Leibowitz e il Papa del giorno dopo, ciclo di romanzi.
- Aleksander Wat (1900-1967); racconto L'ebreo errante, dalla raccolta Lucifero disoccupato (1927).
- Isajon Sulton, L'ebreo errante (Boqiy Darbadar), romanzo (Tashkent, 2011). ISBN 9789943016545
- Tommaso Caliò, La leggenda dell'ebreo assassino: percorsi di un racconto antiebraico dal Medioevo ad oggi, (Viella, 2007). ISBN 9788883342455
- Aliasor, Scritture del Primo Mondo, romanzo, Santelli Editore, Cosenza 2018. Il misterioso personaggio soprannominato "Uomo dai Capelli d'Argento" afferma che tra i vari nomi con cui è conosciuto sia presente "Ebreo Errante" e che sia l'uomo all'origine della leggenda stessa.
- Manuel Mujica Lainez, Misteriosa Buenos Aires, (1988). Nel racconto "El vagamundo".
- Gary Jennings, Il viaggiatore. Nel romanzo che narra la vita di Marco Polo, uno dei personaggi che ricompare spesso è Mordecai, l'ebreo che viaggia e ha tanto da raccontare. In un passo viene esplicitamente messo in relazione al concetto di "ebreo errante": anche se non viene espressamente detto che lo sia e, anzi, altri ebrei nella vicenda sostengano che "l'ebreo errante" sia una fandonia, la figura e il comportamento di questo Mordecai lasciano proprio a intendere che invece Jennings abbia voluto inserire e lasciar serpeggiare attraverso Mordecai questo mitologema.
- Alexandre Dumas, Isaac Laquedem

## Nel cinema
- Nel film L'ebreo errante Vittorio Gassman interpreta il personaggio, che infine morirà fucilato dai tedeschi durante la seconda guerra mondiale dopo essersi offerto per salvare 500 prigionieri.
- Nel film La settima profezia (1987), la figura dell'ebreo errante è interpretata dall'attore Peter Friedman, che sotto le mentite spoglie di un prete cattolico, invece si scopre chiamarsi Cartafìlo e di essere il centurione romano che picchiò Gesù lungo la Via Crucis e che, probabilmente, fu lo stesso che lo trafisse in croce con una lancia al costato, salvo poi essere condannato da Dio a vivere in eterno, vagando sulla Terra.
- Una analogia a tale figura, e cioè quella del carceriere che giustizia un figlio di Dio e per questo è condannato ad una vita eccessivamente lunga, si presenta nel protagonista del romanzo e film Il miglio verde.
- Nella serie Tv Fargo, il personaggio di Paul Marrane, interpretato da Ray Wise potrebbe fare riferimento a questa figura. In particolare nell’ottavo episodio la sua presenza risulta provvidenziale per la fuga di Nikki Swango. Durante i dialoghi prima con Nikki poi con Yuri Gorka (sicario inseguitore della prima) dimostra conoscenze paragonabili a quelle di un narratore esterno che osserva la vicenda conoscendone tutti gli aspetti. La figura misteriosa fa inoltre riferimento più volte e personaggi, elementi ed eventi storici della cultura e storia ebraica come le persecuzioni contro le popolazioni giudaiche della Russia zarista.

## Altri riferimenti
- Nel manga The Ancient Magus Bride il principale antagonista è chiamato Cartaphilus (uno dei nomi attribuiti all'ebreo errante), anch'egli è stato colpito da una maledizione che lo condanna all'immortalità.